# Eirmocephala
Eirmocephala är ett släkte av korgblommiga växter. Eirmocephala ingår i familjen korgblommiga växter.
Kladogram enligt Catalogue of Life:
| Eirmocephala | \| \| Eirmocephala brachiata \| \| \| \| \| \| Eirmocephala cainarachiensis \| \| \| \| \| \| Eirmocephala megaphylla \| \| \| \| |
|              | \| \| Eirmocephala brachiata \| \| \| \| \| \| Eirmocephala cainarachiensis \| \| \| \| \| \| Eirmocephala megaphylla \| \| \| \| |
|              | Eirmocephala brachiata |
|              | |
|              | Eirmocephala cainarachiensis |
|              | |
|              | Eirmocephala megaphylla |
|              | |

## Bildgalleri

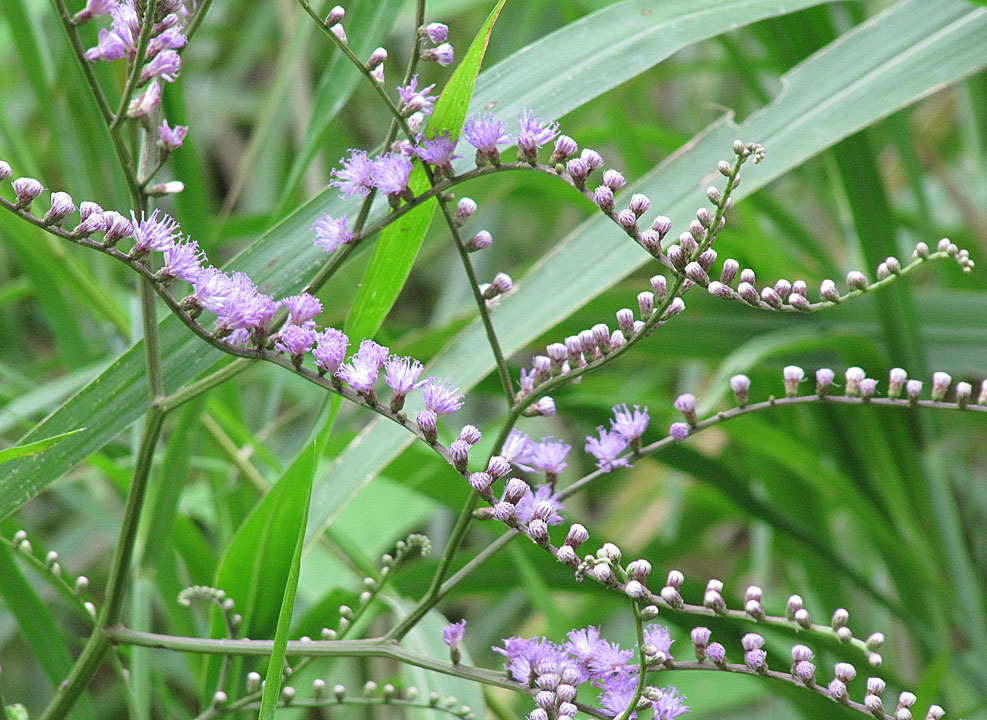
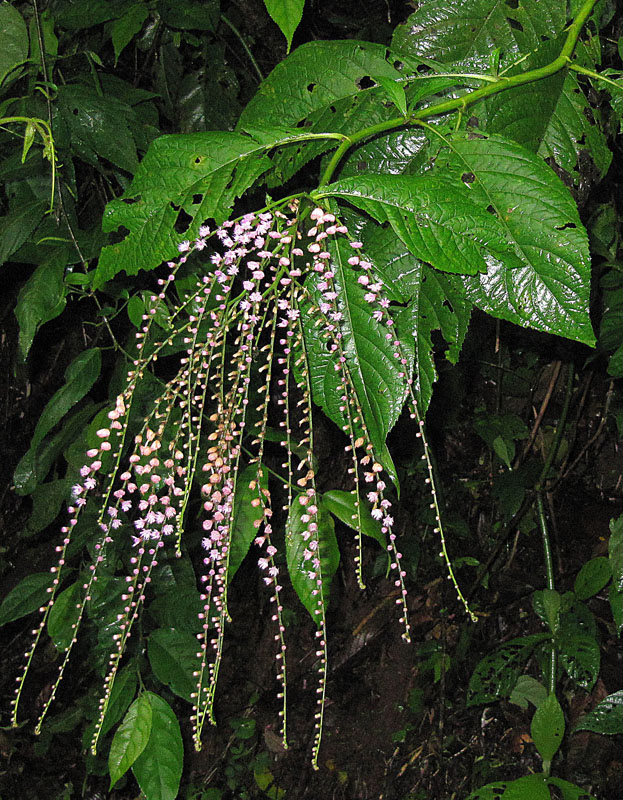
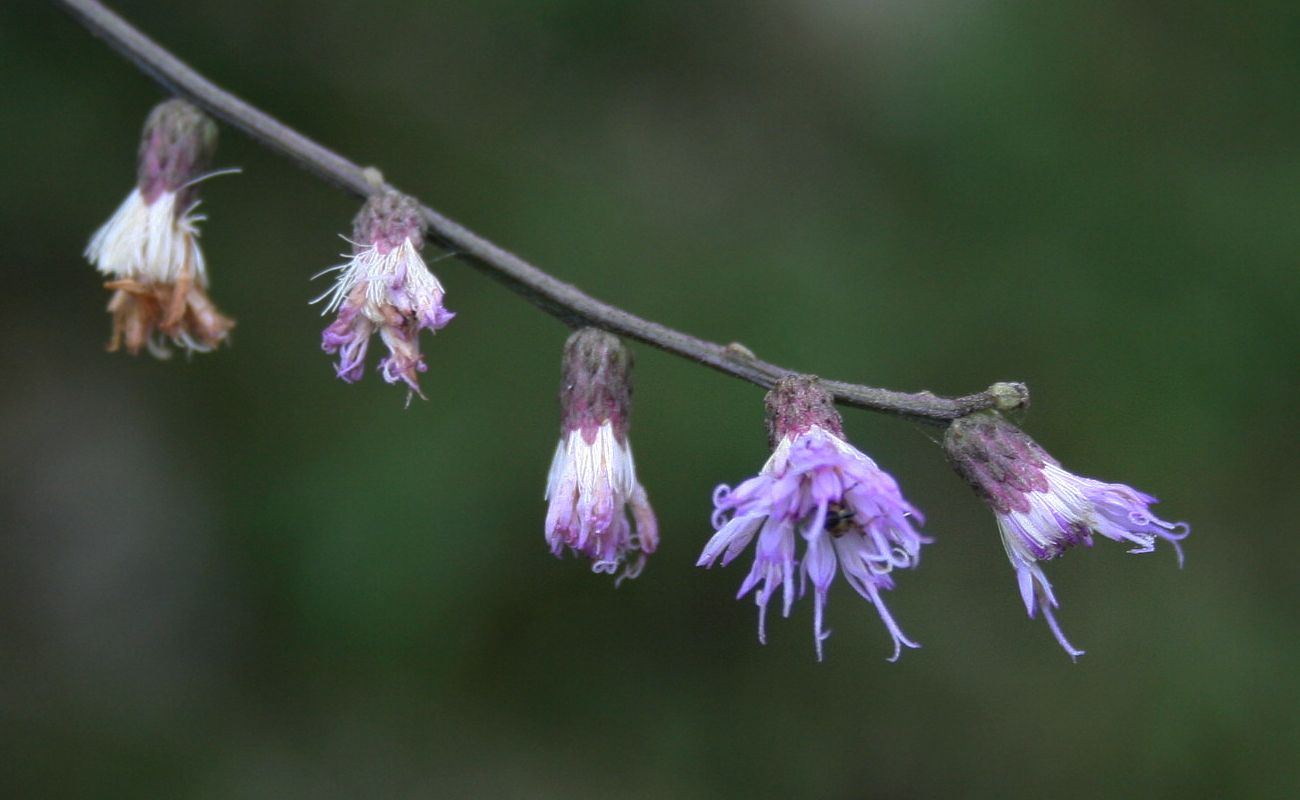
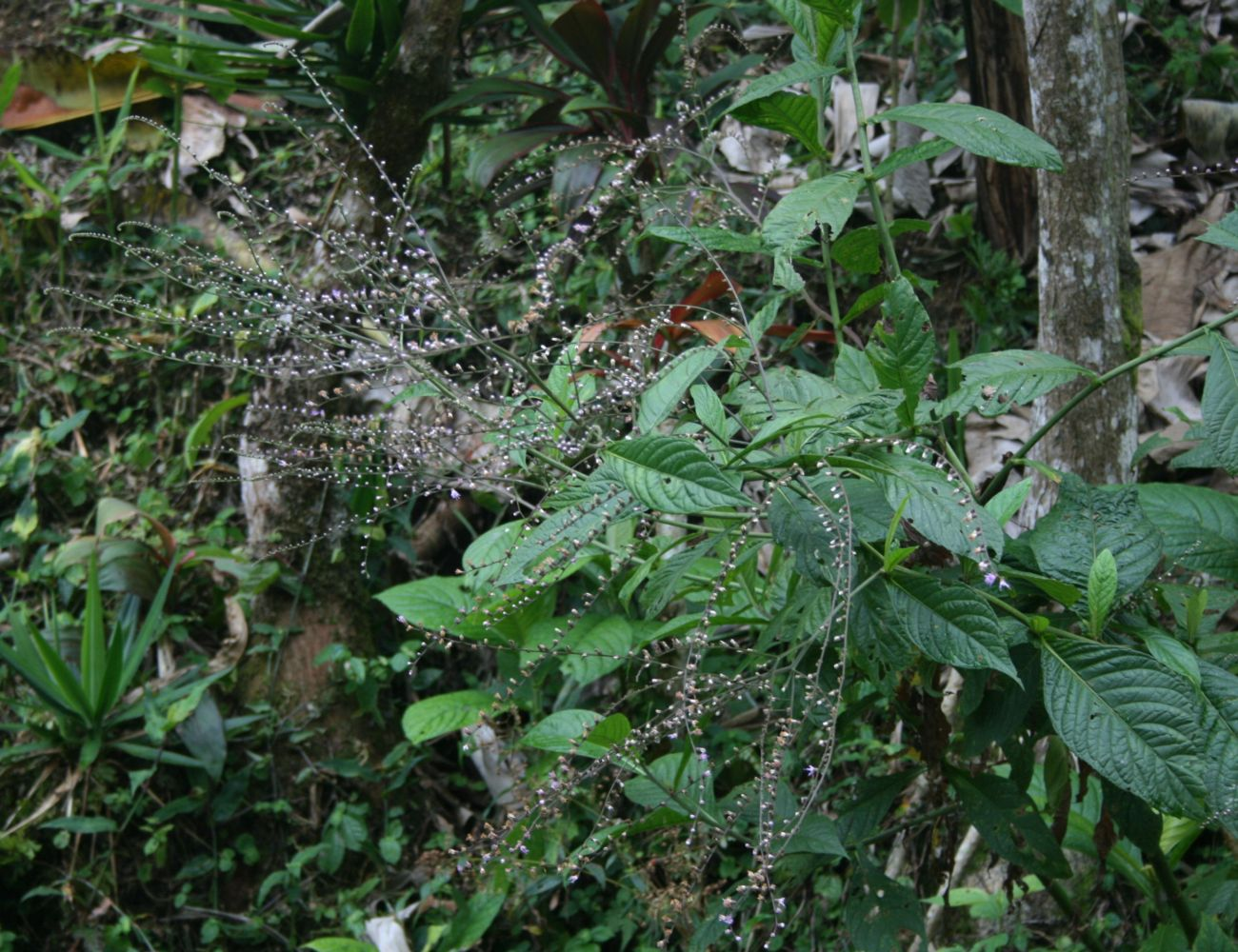
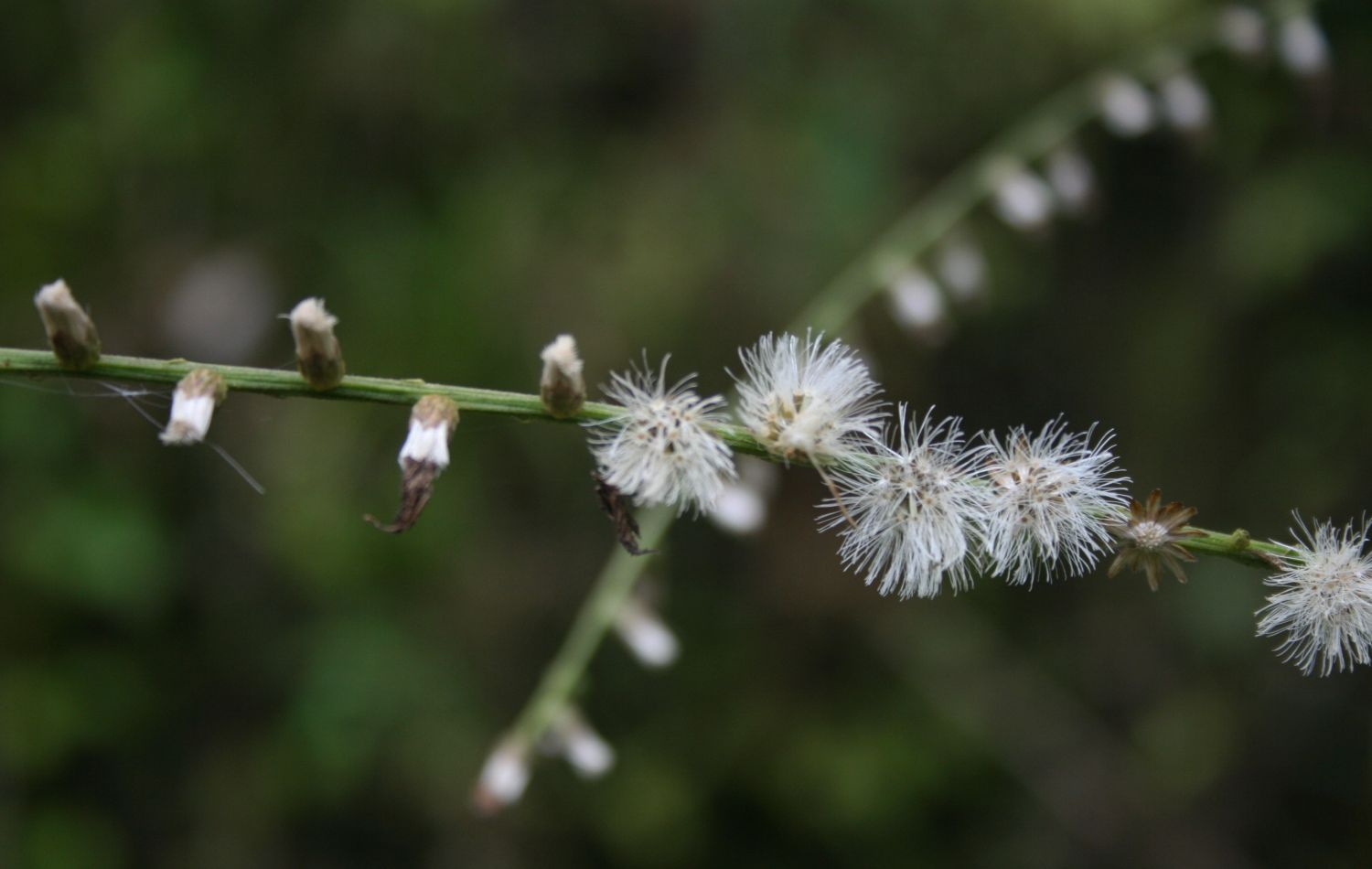
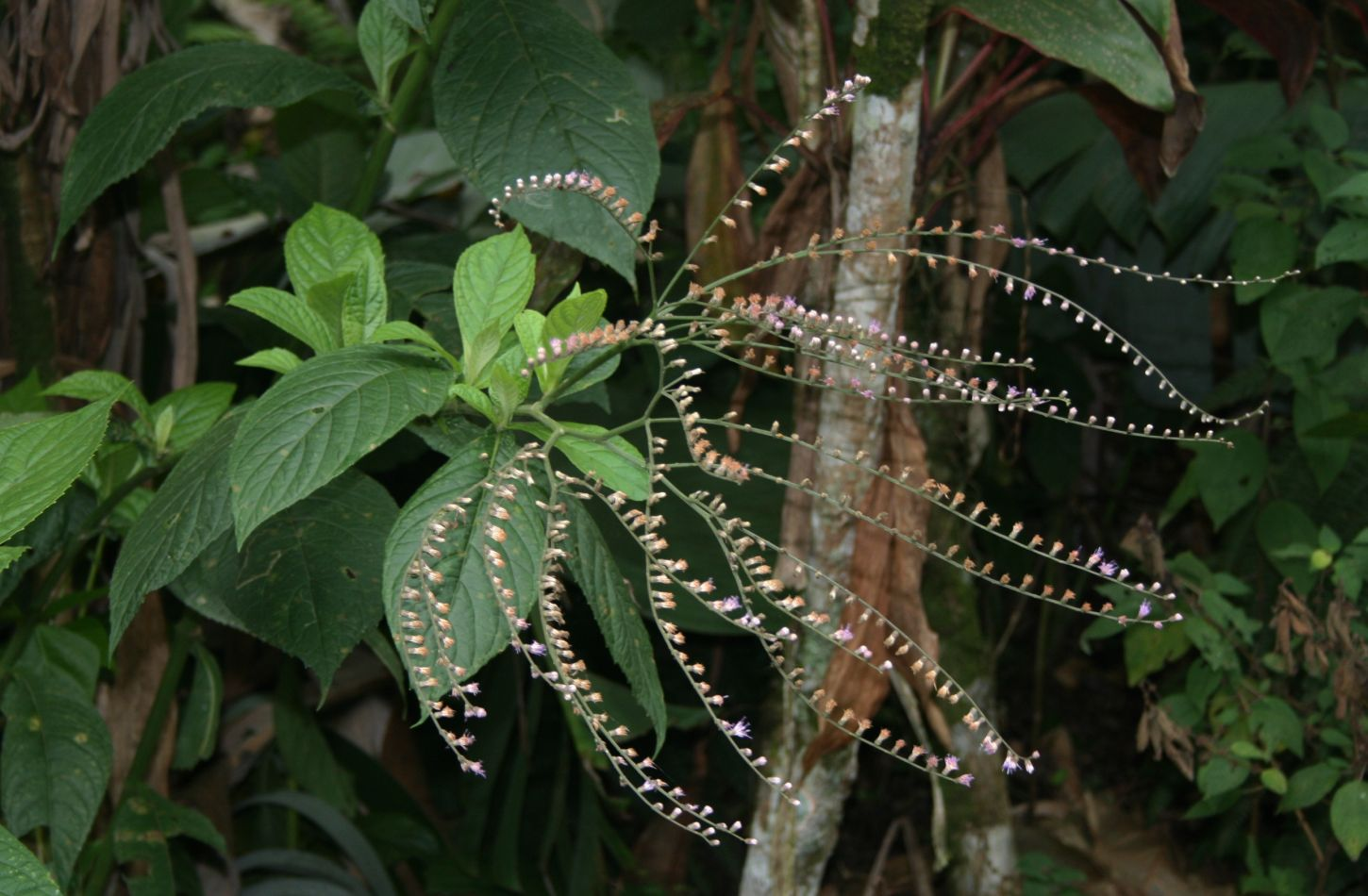